# Kolkwitz
Kolkwitz (en bas sorabe : Gołkojce) est une commune allemande située dans l'arrondissement de Spree-Neisse dans la région de Brandebourg à cinq kilomètres à l'ouest de Cottbus.
Kolkitz a été mentionnée pour la première fois vers l'an 1300.

## Démographie
- Développement de la population dans les limites actuelles. -- Ligne bleue: Population; Ligne pointillé: Comparaison avec le développement de Brandebourg -- Fond gris: Période du régime nazie; Fond rouge: Période du régime communiste
- Évolution recente (ligne bleue) et prévisions sur l'effectif de résidents

| Année | Population |
| ----- | ---------- |
| 1875  | 5 701      |
| 1890  | 6 296      |
| 1910  | 6 880      |
| 1925  | 7 352      |
| 1933  | 7 869      |
| 1939  | 8 975      |
| 1946  | 10 466     |
| 1950  | 10 521     |
| 1964  | 8 939      |
| 1971  | 8 447      |

| Année | Population |
| ----- | ---------- |
| 1981  | 7 831      |
| 1985  | 7 689      |
| 1989  | 7 636      |
| 1990  | 7 555      |
| 1991  | 7 486      |
| 1992  | 7 470      |
| 1993  | 7 788      |
| 1994  | 8 148      |
| 1995  | 8 622      |
| 1996  | 9 121      |

| Année | Population |
| ----- | ---------- |
| 1997  | 9 634      |
| 1998  | 9 980      |
| 1999  | 10 188     |
| 2000  | 10 270     |
| 2001  | 10 254     |
| 2002  | 10 225     |
| 2003  | 10 228     |
| 2004  | 10 118     |
| 2005  | 9 989      |
| 2006  | 9 965      |

| Année | Population |
| ----- | ---------- |
| 2007  | 9 885      |
| 2008  | 9 773      |
| 2009  | 9 664      |
| 2010  | 9 542      |
| 2011  | 9 289      |
| 2012  | 9 301      |
| 2013  | 9 274      |
| 2014  | 9 234      |
| 2015  | 9 147      |
| 2016  | 9 188      |

| Année | Population |
| ----- | ---------- |
| 2017  | 9 189      |
| 2018  | 9 177      |
| 2019  | 9 219      |
| 2020  | 9 269      |

### Quartiers
La commune est composée de 17 quartiers ou communautés villageoises : 

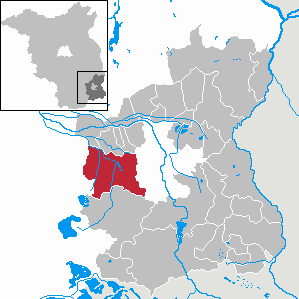
Localisation de Kolkwitz dans l'arrondissement de Spree-Neisse.

| - Babow/Spreewald - Brodtkowitz (Brodkojce) - Dahlitz (Dalic) - Eichow (Dubje) - Glinzig (Glinsk) - Gulben (Gołbin) - Hänchen (Hajnk) - Kackrow (Kokrjow) - Klein Gaglow (Gogolowk) | - Kolkwitz (Gołkojce) - Krieschow (Kśišow) - Kunersdorf bei Cottbus (Kósobuz) - Limberg (Limbarg) - Milkersdorf (Górnej) - Papitz (Popojce) - Wiesendorf (Naseńce) - Zahsow (Cazow) |

## Personnalités liées à la ville
- Hendrich Jordan (1841-1910), linguiste mort à Papitz.
- Mina Witkojc (1893-1975), écrivain morte à Papitz.
- Herbert Scurla (1905-1981), universitaire mort à Kolkwitz.
- Rainer Troppa (1958-2023), footballeur allemand.
- Carlos Ambrosius (1998-), coureur cycliste né à Kolkwitz.